# Härje Stårsta
Per Einar Härje Stårsta, född 2 november 1924 i Rätans församling, Jämtlands län, död 17 september 2008 i Kallhälls församling, Stockholms län, var en svensk målare och teckningslärare.
Stårsta studerade konst vid Otte Skölds målarskola 1946-1948 han vistades därefter en längre period i Frankrike med avbrott för besök i Sverige och studieresor till bland annat Afrika. Han medverkade i utställningen Fem västhälsingar som visades i Ljusdal 1952 samt i utställningar arrangerade av Gävleborgs läns konstförening. Han var medförfattare till boken En levande miljö samt häftet Spelet under skyarna. Till hans offentliga arbeten hör en dekorativ målning utförd i kommunfullmäktiges samlingssal i Färila.